# Anii 290
Secole: Secolul al II-lea - Secolul al III-lea - Secolul al IV-lea
Decenii: Anii 240 Anii 250 Anii 260 Anii 270 Anii 280 - Anii 290 - Anii 300 Anii 310 Anii 320 Anii 330 Anii 340
Ani: 290 | 291 | 292 | 293 | 294 | 295 | 296 | 297 | 298 | 299